# Mia Zapata
Pour les articles homonymes, voir Zapata.
Mia Zapata, née le 25 août 1965 et morte le 7 juillet 1993, est la chanteuse du groupe de punk rock américain The Gits.

## Biographie
Mia Zapata est née et a grandi à Louisville, dans le Kentucky, où elle a appris à chanter et jouer de la guitare. Elle fut d'abord grandement influencée par les chanteurs Bessie Smith, Billie Holiday, Jimmy Reed, Ray Charles, Hank Williams et Sam Cooke, les comiques télévisuels The Three Stooges, le punk hardcore, la poésie symboliste comme les Illuminations d'Arthur Rimbaud et les œuvres d'Egon Schiele et de Willem De Kooning.
Vers la fin 1986, elle contribue à la fondation du groupe The Gits à son arrivée à Antioch College, une école d'arts située à Yellow Springs en Ohio. En 1989, elle déménage à Seattle avec les autres membres du groupe où la scène grunge est en pleine explosion. The Gits sortent une série de singles sur de petits labels locaux indépendants entre 1990 et 1991 qui sont bien accueillis. En 1992, le groupe sort son premier album Frenching the Bully, et obtient de bonnes critiques. Leur réputation s'accroît progressivement avant que le groupe n'entre en studio en 1993 pour travailler à son second album Enter: The Conquering Chicken.
Le 7 juillet 1993, elle est violée, frappée puis étranglée en sortant de chez une amie, à l'âge de 27 ans. Zapata est enterrée au cimetière de Cave Hill, dans sa ville natale de Louisville dans le Kentucky. C'est un terrible choc pour la scène rock de Seattle, qui aide au paiement de 70 000 dollars pour payer un détective privé pendant trois ans. 
Dix ans après sa mort, les progrès de la science ont permis de trouver le coupable : Jesus Mezquia, un Floridien de 48 ans arrêté pour un banal cambriolage et qui fut inculpé sur la base de son ADN et condamné à 37 ans d'emprisonnement pour le meurtre de Mia Zapata. En appel, la sentence fut abaissée à 36 ans.
Le groupe 7 Year Bitch, lui rend hommage dans son album, ¡Viva Zapata!.